# 船文化博物馆

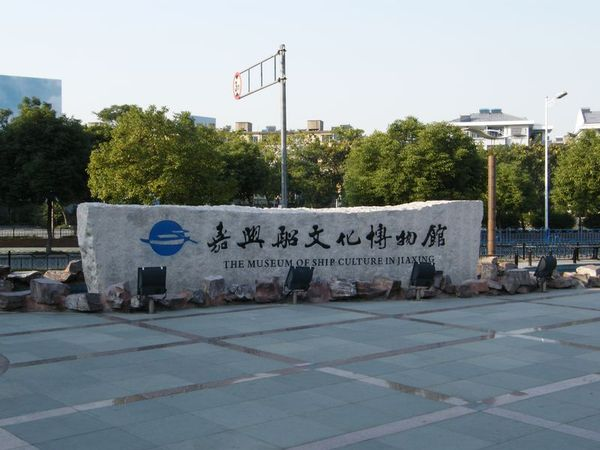
船文化博物馆

船文化博物館位於浙江省嘉兴市，由嘉興市航運管理局在原嘉興造船廠的舊址興建，於2003年10月26日正式建成開館，是中國首座以船為主體的博物館，占地面積1800平方公尺。